# HBO Max
HBO Max (ranije poznat kao Max) je američka pretplatnička usluga videa na zahtjev putem interneta. Radi se o usluzi u vlasništvu tvrtke Warner Bros. Discovery Streaming, koja djeluje u ime podružnice Home Box Office, Inc., a i sama je dio Warner Bros. Discoveryja (WBD). Platforma nudi sadržaj iz kataloga Warner Brosa, Discoveryja, HBO-a, CNN-a, Cartoon Networka, Adult Swima, Animal Planeta, TBS-a, TNT-a, Eurosporta i povezanih brendova. HBO Max pokrenut je u Sjedinjenim Američkim Državama 27. svibnja 2020. i danas je četvrta najpretplaćenija streaming usluga na svijetu, s 117 milijuna pretplatnika.
Usluga nudi i originalni sadržaj pod oznakom „Max Originals“, emisije s HBO-ove kabelske televizije, kao i sadržaj kupljen putem ugovora s trećim stranama (primjerice, filmskim studijima) ili putem koprodukcija (uključujući suradnje s BBC Studios i Sesame Workshopom). HBO Max je pri svom pokretanju zamijenio prethodne HBO-ove streaming platforme – HBO Now (SVOD uslugu) i HBO Go (platformu za pretplatnike kabelske HBO televizije). U SAD-u su svi korisnici HBO Nowa i pretplatnici HBO-a automatski prebačeni na HBO Max bez dodatne naknade, ako im je uređaj to podržavao. Također, HBO Max je preuzeo i streaming sadržaj s platforme „DC Universe“, čije su originalne serije postale dio ponude „Max Originals“. Usluga se počela širiti na međunarodna tržišta 2021. godine. U rujnu iste godine najavljeno je da će „HBO Max“ 2022. postati dostupan i u Hrvatskoj, a u listopadu su potvrđene dodatne zemlje za širenje početkom 2022., uz najavu planova za daljnju ekspanziju. Na službenom Twitter profilu 1. veljače 2022. objavljeno je da će HBO Max biti dostupan u Hrvatskoj, Srbiji, Bosni i Hercegovini, Crnoj Gori, Sjevernoj Makedoniji i Sloveniji od 8. ožujka 2022.
Prema podacima AT&T-a, HBO i HBO Max su do 30. lipnja 2021. imali ukupno 69,4 milijuna pretplatnika diljem svijeta – uključujući 43,5 milijuna pretplatnika HBO Maxa u SAD-u, 3,5 milijuna pretplatnika samo HBO-a (uglavnom komercijalni korisnici poput hotela) i 20,5 milijuna korisnika HBO-a ili HBO Maxa u drugim zemljama. Do kraja 2021. broj pretplatnika narastao je na 73,8 milijuna, a krajem prvog tromjesečja 2022. na 76,8 milijuna globalno.
Nakon spajanja WarnerMedije i Discoveryja, Inc. u travnju 2022. i formiranja Warner Bros. Discoveryja, Max je postao jedan od dva glavna streaming servisa nove tvrtke, uz Discovery+ (koji je fokusiran na dokumentarni i reality program). Isprva je bilo planirano da se HBO Max i Discovery+ spoje u jedinstvenu platformu tijekom 2023., no WBD je na kraju odlučio zadržati Discovery+ kao zasebnu uslugu, ali je dio njegovog sadržaja prenio i na Max. U sklopu rebrandinga, HBO Max je u SAD-u 23. svibnja 2023. preimenovan jednostavno u „Max“, a nova verzija s redizajniranim sučeljem i dodatnim Discovery sadržajem kasnije je pokrenuta i u Latinskoj Americi i na Karibima (27. veljače 2024.) te u Europi (21. svibnja 2024.). Novi naziv uveden je i u Nizozemskoj, Poljskoj, Francuskoj i drugim regijama, iako su u Belgiji i Nizozemskoj zadržali ime „HBO Max“ s novim Max logotipom.
Do svibnja 2025., kombinirani broj pretplatnika Discovery+ i Maxa dosegnuo je 122,3 milijuna. Dana 14. svibnja 2025. najavljeno je da se naziv „HBO Max“ vraća, a to se i dogodilo 9. srpnja 2025.

## Također pogledajte
- Disney+
- Netflix
- SkyShowtime
- Streaming

## Vanjske poveznice
- Službena stranica HBO Max